# 坪根悠仁
坪根 悠仁（つぼね ゆうと、2000年3月16日 - ）は、日本の元俳優。福岡県出身。2024年3月31日、芸能界引退。

## 略歴
幼少期から芸能界に興味があり高校の体育祭で応援団をきっかけで仲良くなった後輩に相談したところジュノン・スーパーボーイ・コンテストを薦められ、2018年、同コンテストの第31回目にてフォトジェニック賞・明色美顔ボーイ賞に選ばれる。2020年、連続テレビ小説 エールで俳優デビュー。
2024年3月末、芸能以外でのやりたいことに挑戦してみたいという気持ちが大きくなったことから、2024年3月31日をもって芸能界を引退することをSNSで発表した。

## 人物
- 特技は料理[6]。

## 出演

### テレビドラマ
- 連続テレビ小説 エール 第64話・第65話（2020年6月25日・26日、NHK） - 寅田熊次郎 役
- そのご縁、お届けします-メルカリであったほんとの話- 第1話（2020年11月4日、MBS） - 菱田涼 役
- 岸辺露伴は動かない 第1話（2020年12月28日、NHK） - 救急隊員 役
- 君と世界が終わる日に Season1 第2話 - 第4話（2021年1月24日 - 2月7日、日本テレビ） - 海野航 役
- ヒミツのアイちゃん（2021年4月13日 - 6月15日、フジテレビ） - 香住蘭治 役[7]
- 八月は夜のバッティングセンターで。 第1話（2021年7月8日、テレビ東京） - 武田海斗 役
- ひねくれ女のボッチ飯 第6話（2021年8月6日、テレビ東京） - バイト2 役
- 美しい彼（MBS・TBS） - 城田 役
  - シーズン1 第1話 - 第3話（2021年11月19日 - 12月3日）[8]
  - シーズン2 最終話（2023年3月1日）
- 屋台メシ部、はじめました（2022年1月30日 - 、BS日テレ）
- 絶対BLになる世界VS絶対BLになりたくない男 シーズン2（2022年3月20日、CSテレ朝チャンネル1） - 光輝 役[9]
- 明日、私は誰かのカノジョ（2022年4月13日 - 6月29日、MBS・TBS） - 乙女七星 役
- 不幸くんはキスするしかない!（2022年4月22日 - 6月10日、MBSほか） - ミナト 役[10]
- オクトー 〜感情捜査官 心野朱梨〜 第6話（2022年8月11日、読売テレビ） - 三隅遥斗 役
- チェイサーゲーム（2022年9月9日 - 10月28日、テレビ東京） - 久木崎 役
- マクラコトバ 第1話（2023年3月21日、CBC） - 正太郎 役
- 歴史探偵「天草四郎と島原の乱」（2023年5月24日、NHK） - 天草四郎 役

### ウェブドラマ
- ヒミツのアイちゃん（2021年2月20日 - 、FOD） - 香住蘭治 役[注 1]
- 悪魔とラブソング（2021年6月19日 - 、Hulu） - 浅利郁哉 役
- 箱庭のレミング（2021年6月17日、ABEMA） - 和弥 役
- 私の正しいお兄ちゃん 第2話（2021年10月22日、FOD）
- Hulu U35クリエイターズ・チャレンジ「鶴美さんのメリバ講座」（2022年2月、Hulu）- 空海俊 役

### 映画
- 味噌カレー牛乳ラーメンってめぇ〜の?（2022年4月15日、シネブリッジ） - 阿諏訪雄馬 役[11]
- 美しい彼～special edit version～（2023年3月10日、カルチュア・エンタテインメント） - 城田 役
- 正しいアイコラの作り方（2024年2月10日） - 主演・富岳三郎 役[12]

### バラエティー番組
- THE突破ファイル「草薙アルバイトシリーズ」（不定期、日本テレビ） - 草薙航基の後輩・坪根 役

### CM
- ミニストップ「あの頃君にやみつキッチン」（2021年4月 - 9月）[13]
- 東京都「TOKYO強靭化プロジェクト キョウコとマナブ 東京STORY」(2023年)